# Tucajana Amazones
De Tucajana Amazones was een guerrilla-commandogroep in Suriname van inheemse volkeren.
Veel leden van de groep die bekend werd als Tucajana Amazones waren soldaten geweest tijdens de Binnenlandse Oorlog die aan de zijde van het Surinaamse Nationaal Leger vocht tegen het Junglecommando. De groep voelde zich verraden door het Vredesakkoord van Kourou uit 1989, een staakt-het-vuren-akkoord tussen het Junglecommando en het Nationaal Leger, dat de Marrons meer rechten gaf, maar de inheemse rechten verwaarloosde. De Tucajana beweerde gesteund te worden door alle stammen.
Op 31 augustus 1989 nam een groep inheemsen bezit van de veerboot nabij Jenny en noemden zichzelf de Tucajana Amazones. Ze veroorzaakten aanvankelijk verwarring bij niet-inheemsen omdat ze dachten dat Tucajana een stam was. De Tucajana namen vervolgens de dorpen Apoera, Washabo en Bigi Poika in, waar ze hun hoofdkwartier oprichtten. De Tucajana Amazones werden geleid door Thomas Sabajo met zijn broer Hugo "Piko" Sabajo als tweede in bevel in Bernharddorp dat eveneens werd bevrijd.
Blijkbaar vochten de Tucajana Amazones tegen het leger, maar de verovering van de strategische dorpen veroorzaakte geen reactie. Op 13 oktober werd de stad Moengo, een bolwerk van het Junglecommando, aangevallen en kwamen 20 soldaten om bij de gevechten. Er vonden interne ruzies plaats tussen de Sabajo-broers en op 31 januari 1990 werd Thomas afgezet als leider. Thomas stapte echter over naar het Nationaal Leger dat snel naar binnen trok om de controle over de dorpen terug te krijgen. De Human Rights Watch en de Organisatie van Amerikaanse Staten beweren dat de Tucajana altijd een volmachtleger van het Nationaal Leger was, omdat het leger de voorwaarden van het Vredesakkoord van Kourou niet wilde verbreken.
Na de val van de dorpen vluchtte Piko naar Guyana. Acht van zijn aanhangers werden gedood in de buurt van Matta. Begin februari 1990 brachten de commandanten en inheemse leiders een verklaring uit ter ondersteuning van Thomas. Een week later werd Piko door de politie in Guyana gearresteerd en teruggebracht naar Suriname. Piko en drie van zijn aanhangers werden vervolgens gevangen gezet in Fort Zeelandia. Op 19 februari 1990 werden de mannen later overgebracht naar Apoera waar ze werden vermoord.
De Tucajana Amazones gingen verder als een politieke groep en steunden de verkiezingen van 1991. Op 8 augustus 1992 werd een vredesverdrag ondertekend tussen het Nationaal Leger, het Junglecommando en de Tucajana Amazones. In 1992 werd de Vereniging Inheemse Dorpshoofden Suriname opgericht om de traditionele controle in de dorpen te herwinnen, en om op te treden als politieke pressiegroep.
Tot nu toe zijn de lichamen van de slachtoffers niet ontdekt en zijn de incidenten niet onderzocht. De activistengroep Dwaze Moeders van Suriname spreekt van 12 slachtoffers, maar Amnesty International beschouwt het aantal slachtoffers als onbekend.